# 毎日デザイン賞
毎日デザイン賞（まいにちデザインしょう）は、1955年に創設された毎日新聞の主催によるデザイン賞。インダストリアルデザイン、グラフィックデザイン、ファッション・テキスタイルデザイン、建築・環境デザイン、電子メディアデザインなどの分野において、すぐれた活動を残したものが受賞対象となる。原則として毎日デザイン賞は、各年一件である。
なお、1975年までの名称は毎日産業デザイン賞であった。また毎日商業デザイン賞と呼ばれていたこともある。

## 毎日産業デザイン賞の受賞者一覧
| 年度   | 回 | 受賞対象                                                                               | 受賞者 | カテゴリ |
| ------ | -- | -------------------------------------------------------------------------------------- | --- | -------- |
| 1955年 | 1  | 「松田三輪トラック、蛇の目ミシン」 その他                                              | 小杉二郎 | 作品賞   |
| 1955年 | 1  | 「年間を通じての一連の作品」                                                           | 早川良雄 | 作品賞   |
| 1955年 | 1  |                                                                                        | 国井喜太郎 | 特別賞   |
| 1955年 | 1  |                                                                                        | 山名文夫 | 特別賞   |
| 1956年 | 2  | 「ダットサン・1955年112型セダン」                                                      | 佐藤章蔵 | 作品賞   |
| 1956年 | 2  | 「グラフィック'55展」                                                                  | 原弘、河野鷹思、亀倉雄策、伊藤憲治、大橋正、早川良雄、山城隆一                                                                 | 作品賞   |
| 1957年 | 3  | 「真野善一氏を中心とする松下電器産業株式会社中央研究所意匠部」                         | 松下電器産業株式会社 中央研究所意匠部                                                                                          | 作品賞   |
| 1957年 | 3  | 「年間を通じての一連の作品」                                                           | 亀倉雄策 | 作品賞   |
| 1958年 | 4  | 「一連の作品（久保田鉄工株式会社のディーゼル・エンジンほか農機具）」                   | 金子徳次郎 | 作品賞   |
| 1958年 | 4  | 「東京ADC編・'57年鑑広告美術」                                                         | 東京アートディレクターズ・クラブ                                                                                               | 作品賞   |
| 1959年 | 5  | 「セコニックの8ミリ撮影機・映写機ならびにセコニック製品における一連のデザイン活動」    | KAK（河潤之介、秋岡芳夫、金子至）                                                                                              | 作品賞   |
| 1959年 | 5  | 「テレビコマーシャルを中心とする一連のデザイン活動」                                   | 寿屋（サントリー株式会社）宣伝部／開高健、柳原良平、酒井睦雄、山口瞳                                                           | 作品賞   |
| 1960年 | 6  | 「C100型スーパーカブ号」                                                               | 本田技研工業株式会社 | 作品賞   |
| 1960年 | 6  | 「『アサヒビール』一連の新聞広告デザイン」                                             | 山城隆一氏を中心とする日本デザインセンターメンバー                                                                             | 作品賞   |
| 1960年 | 6  |                                                                                        | 「創立10年を迎えた日本宣伝美術会（日宣美）」                                                                                   | 特別賞   |
| 1961年 | 7  | 「ソニーの製品における一連のデザイン活動」                                             | ソニー株式会社 |          |
| 1961年 | 7  | 「トヨペット・コロナ1500」                                                             | トヨタ自動車工業株式会社デザイン課員                                                                                           | 部門賞   |
| 1961年 | 7  | 「音楽会ポスターを中心とする一連のグラフィック・デザイン」                             | 杉浦康平 | 部門賞   |
| 1961年 | 7  | 「製紙におけるシリーズ・デザイン『アングルカラー・STカバーなど』」                     | 原弘 | 部門賞   |
| 1962年 | 8  | 「ヤマハ電動オルガンを中心とする楽器デザイン」                                         | GKインダストリアルデザイン研究所                                                                                               | 準賞     |
| 1962年 | 8  | 「ライトパブリシティにおける村越襄、早崎治、細谷巖氏らを中心とするフォト・デザイン」   | ライトパブリシティのフォト・デザイングループ                                                                                   | 準賞     |
| 1963年 | 9  | 「工業生産のためのファニチュア・デザイン一連の作品」                                   | 剣持勇デザイン研究所 |          |
| 1963年 | 9  | 「オリンピック公式ポスター三部作」                                                     | 亀倉雄策 |          |
| 1963年 | 9  | 「季刊『グラフィック デザイン』におけるエディターシップ」                              | 勝見勝 | 特別賞   |
| 1964年 | 10 | 「量産家具におけるデザインの確立」                                                     | 株式会社天童木工製作所 |          |
| 1964年 | 10 | 「オリンピック東京大会運営におけるデザイン・ポリシーの確立」                           | 日本オリンピック委員会委員長 竹田恒徳                                                                                          | 特別賞   |
| 1965年 | 11 | 「NEC銀座ネオン塔を代表作とする一連のネオンサイン広告デザイン」                        | 伊藤憲治 |          |
| 1965年 | 11 | 「大阪市の街頭ゴミ容器の計画と都市美の推進」                                           | 大阪市の街頭ゴミ容器の計画と都市美の推進に貢献した人々                                                                         | 特別賞   |
| 1966年 | 12 | 「グラフィック・デザイン展《ペルソナ》」                                               | 粟津潔、宇野亜喜良、片山利弘、勝井三雄、木村恒久、田中一光、永井一正、福田繁雄、細谷巖、横尾忠則、和田誠                       |          |
| 1966年 | 12 | 「15年にわたり工業デザイン運動に貢献した日本インダストリアル・デザイナー協会（JIDA）」 | 「15年にわたり工業デザイン運動に貢献した日本インダストリアル・デザイナー協会（JIDA）」                                         | 特別賞   |
| 1967年 | 13 | 「紙製家具と卓上電気置時計などの開発」                                                 | Qデザイナーズ 代表者 渡辺力 |          |
| 1967年 | 13 | 「資生堂ウインドーなど一連の展示構成」                                                 | 伊藤隆道 |          |
| 1967年 | 13 | 「国際・国内にわたる15年のデザイン運動」                                               | 日本デザインコミッティ | 特別賞   |
| 1968年 | 14 | 「軽量型汎用エンジンG25およびそのアタッチメント・シリーズ」                            | 本田技研工業株式会社 |          |
| 1968年 | 14 | 「トミーマジック・スカイレールおよびメカニック・シリーズ」                             | トミー工業株式会社 | 奨励賞   |
| 1968年 | 14 | 「日本の広告美術─明治・大正・昭和全3巻」                                               | 東京アートディレクターズ・クラブ                                                                                               | 特別賞   |
| 1969年 | 15 | 「百貨店における商品デザインの組織的研究」                                             | 鈴木庄吾をチーフとする伊勢丹研究所ID研究室                                                                                     |          |
| 1970年 | 16 | 「石井幹子氏の照明デザイン活動」                                                       | 石井幹子 |          |
| 1970年 | 16 | 「福田繁雄氏の3Dデザイン活動」                                                         | 福田繁雄 |          |
| 1970年 | 16 | 「EXPO'70のストリート・ファニチュアとその展開」                                        | 〈ディレクター〉栄久庵憲司〈チーム〉剣持勇デザイン研究所、 トータル・デザイン・アソシエート、 GKインダストリアルデザイン研究所 | 特別賞   |
| 1971年 | 17 | 「長大作・松村勝男・水之江忠臣3氏のファニチャー・コレクション」                        | 長大作、松村勝男、水之江忠臣                                                                                                   |          |
| 1971年 | 17 | 「粟辻博氏のインテリア・テキスタイル・デザイン活動」                                   | 粟辻博 |          |
| 1972年 | 18 | 「『キッコーマン醤油』一連の広告イラストレーション」                                   | 大橋正 |          |
| 1972年 | 18 | 「商店建築における一連の家具とディスプレイ」                                           | 倉俣史朗 |          |
| 1973年 | 19 | 「『西武劇場ポスター、文楽の造本、観世能ポスター』一連のデザイン活動」                 | 田中一光 |          |
| 1973年 | 19 |                                                                                        | 世界インダストリアル・デザイン会議実行委員会                                                                                   | 特別賞   |
| 1974年 | 20 | 「1971年～74年展-千年王国への旅」                                                      | 横尾忠則 |          |
| 1974年 | 20 | 「白山陶器における新しい食器群」                                                       | 森正洋 |          |
| 1975年 | 21 | 「パルコ一連の広告デザイン」                                                           | 石岡瑛子 |          |
| 1975年 | 21 | 「羽生道雄氏を中心とするモノプロのデザイン活動」                                       | 羽生道雄 |          |

## 毎日デザイン賞の受賞者一覧
| 年度   | 回   | 受賞対象                                                                    | 受賞者                                                     |
| ------ | ---- | --------------------------------------------------------------------------- | ---------------------------------------------------------- |
| 1976年 | 22   | 「三宅一生の衣服デザイン活動」                                              | 三宅一生                                                   |
| 1977年 | 23   | 「遊具および公園などの環境デザイン」                                        | 仙田満                                                     |
| 1978年 | 24   | 「二川幸夫の建築写真とその出版活動」                                        | 二川幸夫                                                   |
| 1978年 | 24   | 「大衆小型カメラコニカC35シリーズ                                           | 小西六写真工業株式会社                                     |
| 1979年 | 25   | 「フォトモンタージュによる一連の作品」                                      | 木村恒久                                                   |
| 1980年 | 26   | 「スカイラインGTのトータルデザイン」                                        | 桜井真一郎                                                 |
| 1980年 | 26   | 「サントリーの広告活動に於けるアートディレクション」                        | 浅葉克己                                                   |
| 1981年 | 27   | 「ファッションライブシアターとAXISビルの総合的デザインプロデュース」        | 浜野安宏                                                   |
| 1982年 | 28   | 「ホンダシティ」                                                            | 渡辺洋男ほかシティ開発グループ                             |
| 1982年 | 28   | 「富山県立近代美術館のポスターデザイン」                                    | 永井一正                                                   |
| 1983年 | 29   | 「ガラスを用いた一連のデザイン」                                            | 葉祥栄                                                     |
| 1984年 | 30   | 「現代彫刻と融合した一連の商業空間」                                        | 杉本貴志                                                   |
| 1985年 | 31   | 「交感スルデザイン」に集まった5人のデザイナーの活動と小池一子               | 安藤忠雄、川久保玲、喜多俊之、黒川雅之、杉本貴志、小池一子 |
| 1986年 | 32   | 「パッケージを中心とする一連のグラフィックデザイン活動」                    | 松永真年                                                   |
| 1987年 | 33   | 「内田繁のインテリアデザイン活動」                                          | 内田繁                                                     |
| 1987年 | 33   | 「大型ポスターに見るグラフィック表現」                                      | サイトウマコト                                             |
| 1988年 | 34   | 「CFにみる映像表現」                                                        | 操上和美                                                   |
| 1989年 | 35   | 「CIデザインの理論化と実践」                                                | 中西元男とパオスの人々                                     |
| 1990年 | 36   | 「身障者用具へのデザイン的視点」                                            | 川崎和男                                                   |
| 1990年 | 36   | 「グラフィックデザインにおける日本的精神性」                                | 佐藤晃一                                                   |
| 1991年 | 37   | 「格調のある量産家具デザイン」                                              | 川上元美                                                   |
| 1992年 | 38   | 「個性に根ざしたグラフィックデザイン」                                      | 仲條正義                                                   |
| 1993年 | 39   | 「コンピュータ・グラフィックスによる新しい映像表現」                        | 河原敏文                                                   |
| 1994年 | 40   | 「勝井三雄のハイテクを生かしたグラフィック表現」                            | 勝井三雄                                                   |
| 1995年 | 41   | 「紙の建築のデザインとその社会性」                                          | 坂茂                                                       |
| 1996年 | 42   | 「APSカメラのデザイン」                                                     | 塩谷康                                                     |
| 1996年 | 42   | 「プリーツをはじめとする衣服素材の開発」                                    | 皆川魔鬼子                                                 |
| 1997年 | 43   | 「公共空間の光デザイン活動」                                                | 面出薫                                                     |
| 1997年 | 43   | 「『和田誠 時間旅行』展の成果」                                             | 和田誠                                                     |
| 1998年 | 44   | 「さわやかな情感をもつ広告表現」                                            | 葛西薫                                                     |
| 1999年 | 45\| | 「エンターテインメントロボット“AIBO”の発想とデザイン」                      | ソニー株式会社AIBO開発チーム                               |
| 1999年 | 45\| | 「境界を超えたアートとデザインの関係」                                      | 日比野克彦                                                 |
| 2000年 | 46   | 「『東証アローズ』のインテリアデザイン」                                    | 近藤康夫                                                   |
| 2000年 | 46   | 「『紙とデザイン』のアートディレクション」                                  | 原研哉                                                     |
| 2001年 | 47   | 「化粧品ブランド『qiora』のデザイン」                                       | 平野敬子・工藤青石                                         |
| 2001年 | 47   | 「空間デザインの新たな挑戦」                                                | 吉岡徳仁                                                   |
| 2002年 | 48   | 「展覧会『デザインの解剖』」                                                | 佐藤卓                                                     |
| 2002年 | 48   | 「環境と行為によりそうデザイン」                                            | 深澤直人                                                   |
| 2003年 | 49   | 「一連の広告アートディレクション」                                          | 大貫卓也                                                   |
| 2003年 | 49   | 「A-POCのデザイン」                                                         | 藤原大                                                     |
| 2004年 | 50   | 「テクノロジーと人間をつなぐデザイン」                                      | 山中俊治                                                   |
| 2005年 | 51   | 「『佐藤雅彦研究室展』にみるコミュニケーションワークス」                    | 佐藤雅彦と佐藤雅彦研究室                                   |
| 2006年 | 52   | 「ホテル マンダリン・オリエンタル東京のテキスタイルに集約された一連の活動」 | 須藤玲子                                                   |
| 2006年 | 52   | 「グラフィックデザインを中心とする領域を超えた活動」                        | 佐藤可士和                                                 |
| 2007年 | 53   | 「一連のブランドづくりとディレクション」                                    | 永井一史                                                   |
| 2007年 | 53   | 「地域活性とデザインプロデュース」                                          | 北山孝雄                                                   |
| 2008年 | 54   | 「インタラクティブデザインの創造的な活動」                                  | 中村勇吾                                                   |
| 2008年 | 54   | 「建築空間と融合した一連のサイン計画」                                      | 廣村正彰                                                   |
| 2009年 | 55   | 「大気の陰影をとらえた一連の写真」                                          | 藤井保                                                     |
| 2010年 | 56   | 「JR九州の車両デザインをはじめとする公共デザイン」                          | 水戸岡鋭治                                                 |
| 2010年 | 56   | 「一連のギャラリー展示・空間構成に対して」                                  | 石上純也                                                   |
| 2011年 | 57   | 「人にやさしいプロダクトデザイン」                                          | 柴田文江                                                   |
| 2011年 | 57   | 「新しいグラフック表現の開拓」                                              | 服部一成                                                   |
| 2012年 | 58   | 「心豊かな暮らしのデザイン」                                                | 小泉 誠                                                    |
| 2013年 | 59   | 「ほがらかなデザイン」                                                      | 佐野研二郎                                                 |
| 2013年 | 59   | 「良いものの発掘と再生」                                                    | ナガオカケンメイ                                           |
| 2014年 | 60   | 「『感じ』をデザイン」                                                      | 鈴木康広                                                   |
| 2014年 | 60   | 「潔いデザイン」                                                            | 長嶋りかこ                                                 |
| 2015年 | 61   | 「想いをとどける服づくり」                                                  | 皆川明                                                     |
| 2016年 | 62   | 「プログラミング可視化への挑戦」                                            | 真鍋大度+ライゾマティクス                                  |
| 2017年 | 63   | 「先鋭的なグラフィックデザイン活動」                                        | 井上嗣也                                                   |
| 2017年 | 63   | 「一連の建築作品」                                                          | 西沢立衛                                                   |
| 2018年 | 64   | 「『なるほど』の視点と表現」                                                | 中村至男                                                   |
| 2018年 | 64   | 「折りのデザイン」                                                          | 山口信博                                                   |
| 2019年 | 65   | 「現象から引き出すデザイン」                                                | 三澤遥                                                     |
| 2019年 | 65   | 「センシュアルな写真表現」                                                  | 吉田ユニ                                                   |

## 毎日デザイン賞（特別賞）の受賞者一覧
| 年度   | 回 | 受賞対象                                                     | 受賞者                                             |
| ------ | -- | ------------------------------------------------------------ | -------------------------------------------------- |
| 1978年 | 24 | 「第8回世界クラフト会議・京都」                              | 第8回世界クラフト会議・京都実行委員会              |
| 1982年 | 28 | 「半世紀にわたるデザイン評論活動」                           | 勝見勝                                             |
| 1988年 | 34 | 「カー・デザインにおける時代感覚」                           | 日産自動車株式会社デザインセンター                 |
| 1989年 | 35 | 「世界デザイン会議'89名古屋の開催とその成果」                | 諸星和夫を中心とする世界デザイン会議実行委員会     |
| 1993年 | 39 | 「季刊『クリエイション』の編集・発行」                       | 亀倉雄策                                           |
| 1995年 | 41 | 「ギンザ・グラフィック・ギャラリーの10年間の活動」           | ギンザ・グラフィック・ギャラリー                   |
| 1996年 | 42 | 「視聴覚障害児と共遊できる玩具の提案とその成果」             | 社団法人日本玩具協会「小さな凸」実行委員会         |
| 1997年 | 43 | 「長年にわたる展覧会、セミナー、出版活動」                   | ギャラリー・間                                     |
| 1998年 | 44 | 「資生堂展にみる企業の文化性」                               | 資生堂                                             |
| 1999年 | 45 | 「文字とデザインによる文化活動」                             | 株式会社モリサワ                                   |
| 2000年 | 46 | 「『印刷博物館』の開設」                                     | 粟津潔と凸版印刷株式会社                           |
| 2001年 | 47 | 「デジタルデザインの本質を見据えた啓発性」                   | 前田ジョン                                         |
| 2003年 | 49 | 「『世界グラフィックデザイン会議・名古屋2003』企画に対して」 | 世界グラフィックデザイン会議・名古屋2003企画委員会 |
| 2004年 | 50 | 「デザインギャラリーの20年間の活動」                         | 大迫修三                                           |
| 2005年 | 51 | 「『五十嵐威暢シリーズ展』の活動」                           | 五十嵐威暢                                         |
| 2006年 | 52 | 「半世紀にわたる日本のデザイン振興に対して」                 | グッドデザイン賞（Gマーク）                        |
| 2007年 | 53 | 「50年を超えるデザイン啓蒙活動」                             | 松屋銀座                                           |
| 2008年 | 54 | 「30年にわたるグラフィックデザイン活動への貢献」             | 社団法人日本グラフィックデザイナー協会（JAGDA）    |
| 2013年 | 59 | 「長年にわたる文字を基点とした表現活動」                     | 平野甲賀                                           |
| 2014年 | 60 | 「デザインの多視点を提示」                                   | 21_21 DESIGN SIGHT                                 |
| 2014年 | 60 | 「心地よい暮らしの基準確立」                                 | 無印良品                                           |
| 2015年 | 61 | 「長年のデザイン普及活動」                                   | 株式会社アクシス                                   |
| 2016年 | 62 | 「土地の力を引き出すデザイン」                               | 梅原真                                             |
| 2017年 | 63 | 「長年の建築写真活動」                                       | 藤塚光政                                           |
| 2019年 | 65 | 「自動運転バスの提案」                                       | 無印良品＋Sensible4                                |

## 選考委員
※2019毎日デザイン賞の選考委員
- 大貫卓也
- 岡﨑乾二郎
- 岸和郎
- 深澤直人
- 面出薫